# Buddleja mendozensis
Buddleja mendozensis är en flenörtsväxtart som beskrevs av John Gillies och George Bentham. Buddleja mendozensis ingår i släktet buddlejor, och familjen flenörtsväxter. Inga underarter finns listade i Catalogue of Life.